# キム・イェウォン
キム・イェウォン（金 叡園、ハングル：김예원、本名：キム・ユビン、金 有彬、ハングル：김유빈、1987年12月11日 - ）はアーティストカンパニー所属の大韓民国の女優、歌手である。

## 出演

### 映画
- セクシーヒーロー★ピョン・ガンセ（2008年）
- サニー 永遠の仲間たち（2011年）
- 怖い話（2012年）
- 怖い話2（2013年）
- ハイヒールの男（2014年）[1]
- プロミス ～氷上の女神たち～（2016年）[2]
- ドアロック（2018年）[3]
- スマホを落としただけなのに（2023年）
- ウイルス（2025年）

### ドラマ
- 伝説の故郷（2009年、KBS2）- ジョイ役
- 破邪の英雄（2010年、MBC）- チン・グモン役
- ロマンスタウン（2011年、KBS2）- トゥ・ジャル・リン役
- 美男<イケメン>ラーメン店（2011年、tvN）- カン・ドンジュ役
- プロポーズ大作戦（2012年、TV朝鮮）- ユ・チェリ役
- ロマンスが必要2（2012年、tvN）- カン・ナヒョン役
- 優しい男（2012年、KBS2）- カン・ユラ役
- アート（2012年、KBS2）- オ作家役
- 私の妻ネイトリー初恋（2012年、KBS2）- ネイトリー役
- 金よ出てこいコンコン（2013年、MBC）- コン・ミンジョン役[4]
- 君を守る恋～Who Are You～（2013年、tvN）- チャン・ヒビン役[5]
- キレイな男（2013年-2014年、KBS2）- エレキ仙女役[6]
- 炎の中へ（2014年、TV朝鮮）- 若い時代の久美子役[7]
- ずっと恋したい（2014年、SBS）- ホン・ミレ役[8]
- 嫉妬の化身〜恋の嵐は接近中〜（2016年、SBS）- ナ・ジュヒ役[9]
- 明日、キミと（2017年、tvN）- イ・ゴンスク役[10]
- あやしいパートナー〜Destiny Lovers〜（2017年、SBS）- ナ・ジヘ役[11]
- ピョン・ヒョクの恋（2017年、tvN）- ハ・ヨニ役[12]
- バクデリの秘密の私生活（2017年、tvN）- チェ・ボミン役
- リッチマン（2018年、MBN）- ミン・テラ役[13]
- 胸部外科（2018年、SBS）- アン・ジナ役[14]
- ウラチャチャワイキキ2（2019年、JTBC）- チャ・ユリ役[15]
- 浮気したら死ぬ（2020年-2021年、KBS2）- アン・セジン役[16]
- 君は私の春（2021年、tvN）- パク・ウンハ役[17]
- 愛だと言って（2023年、Disney+） - シム・ヘソン役[18]

### バラエティ
- 覆面歌王（2016年、MBC）[19]

### ミュージカル
- オルシュゴプ（2015年）
- ウェルテル（2020年）- シャルロッテ役[20]

### ラジオ
- キム・イェウォンのボリュームを上げて（2017年- 、KBSクールFM）- DJ[21]

## 雑誌
- 「InStyle」2016年8月号[22]

## 賞とノミネート
| 年度 | 授賞式                                            | 部門                   | 作品                                 | 結果       |
| ---- | ------------------------------------------------- | ---------------------- | ------------------------------------ | ---------- |
| 2015 | 第9回大邱国際ミュージカルフェスティバルディム大賞 | ミュージカル部門新人賞 | オルシュゴプ                         | 受賞       |
| 2017 | SBS演技大賞                                       | 女性賞                 | あやしいパートナー〜Destiny Lovers〜 | ノミネート |
| 2019 | 2019 ブランド大賞                                 | 今年のDJ賞             | ときめく夜、ギムイェウォンです       | 受賞       |